# Kampen (Berg)
Die Kampen sind eine Gruppe aus drei Gipfeln (Ochsenkamp (1594 m), Auerkamp (1607 m), Spitzkamp (1604 m)) in den Tegernseer Bergen, einer Untergruppe der Bayerischen Voralpen. Auf die Kampengipfel folgen auf dem gleichen Bergrücken noch der Brandkopf und das Seekarkreuz in südwestlicher Richtung.
An den Hängen des Ochsenkamp entspringt im Staffelgraben der Hirschbach auf den Nordwesthängen und im Raffelgraben ein Zufluss des Söllbachs auf den Südosthängen.
Die drei Gipfel sind von Lenggries oder Bad Wiessee erreichbar, es werden meist alle drei Gipfel überschritten. Es handelt sich im Wesentlichen um eine einfache Bergwanderung mit kurzen steileren, ausgesetzten und versicherten Passagen am Spitzkamp.

## Galerie

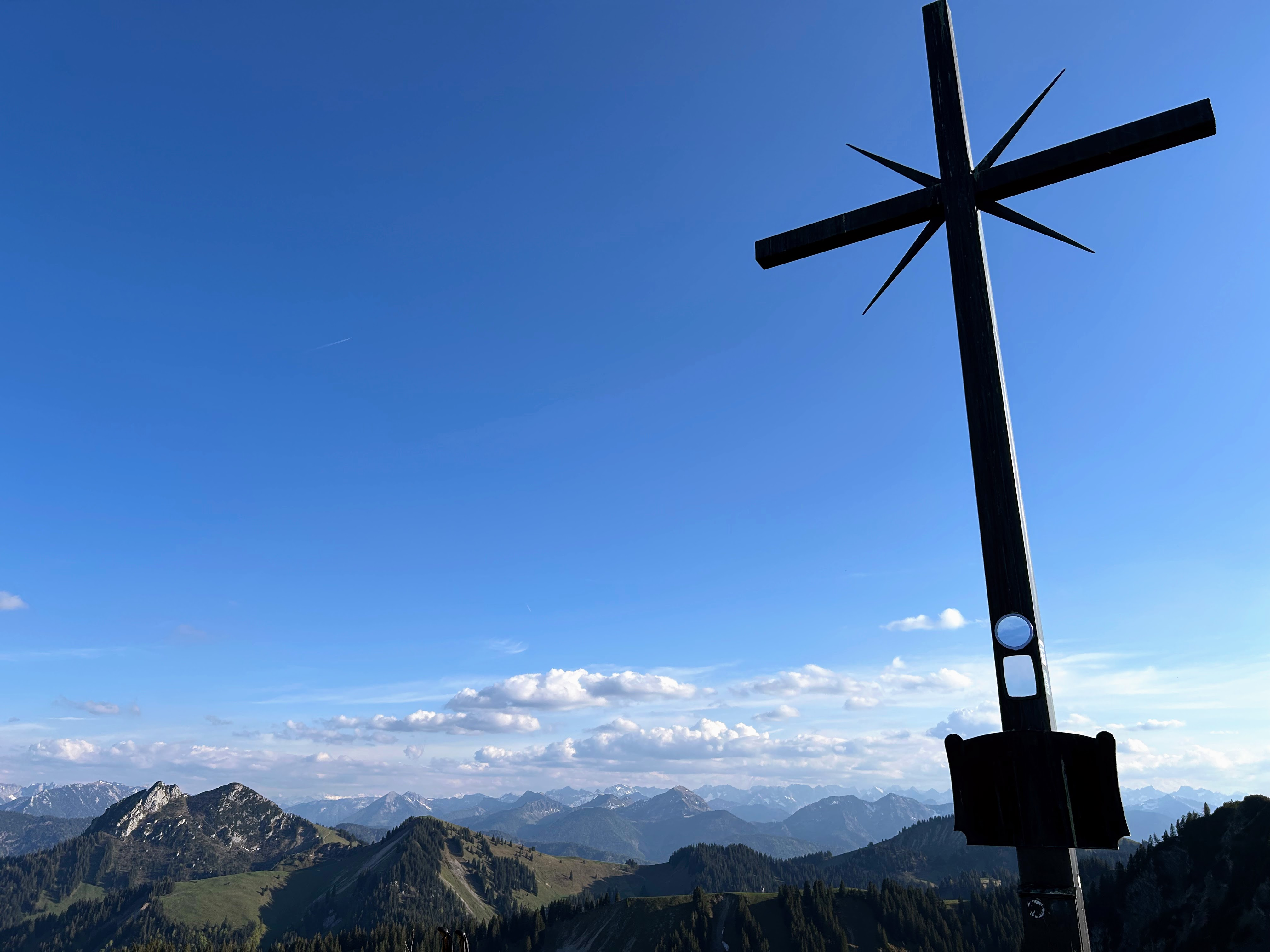
Gipfelkreuz des Ochsenkamp
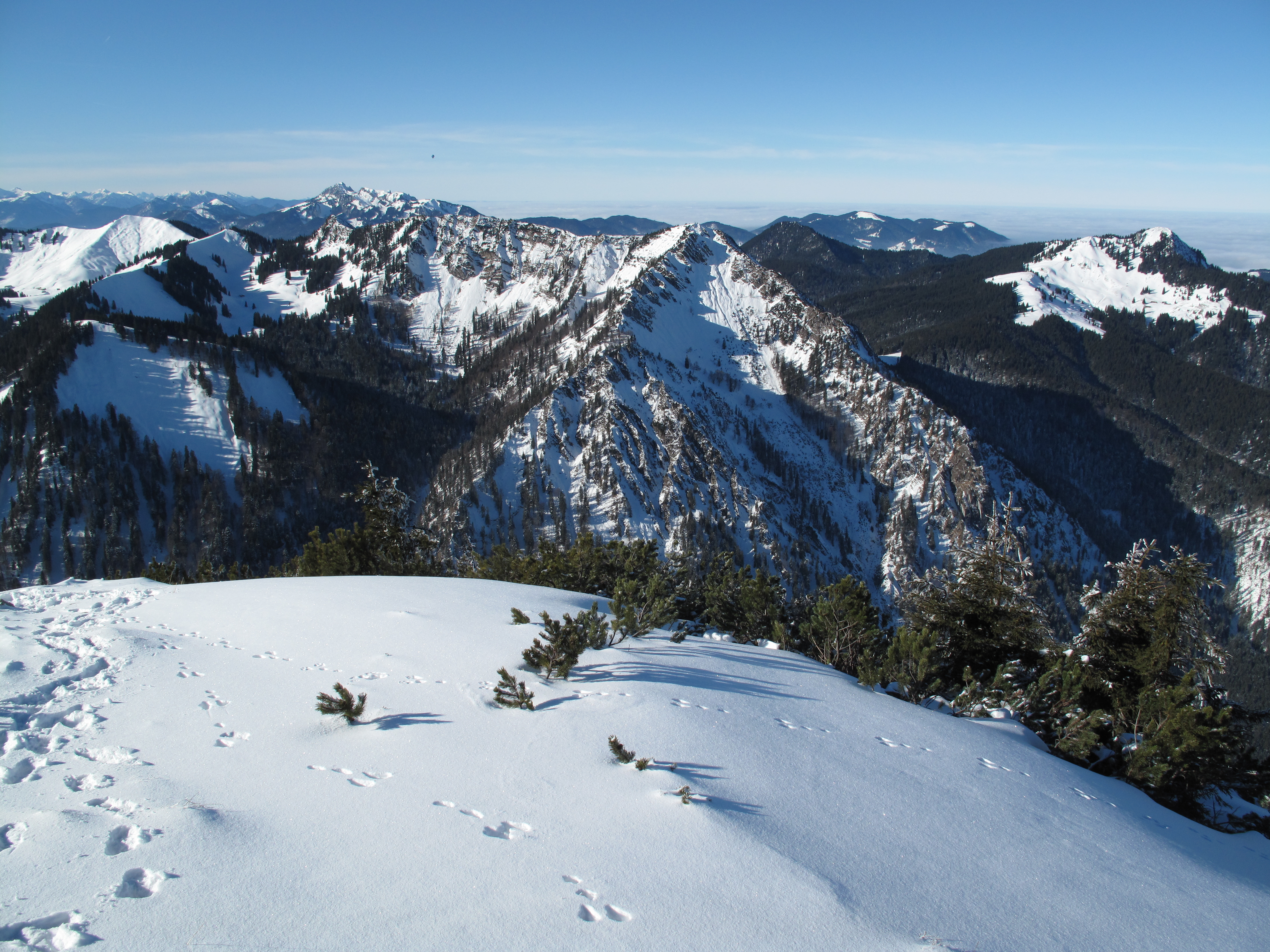
Kampen Spitzkamp – Auerkamp Ochsenkamp von Südosten (Hirschberg) dahinter links Seekarkreuz und rechts Fockenstein
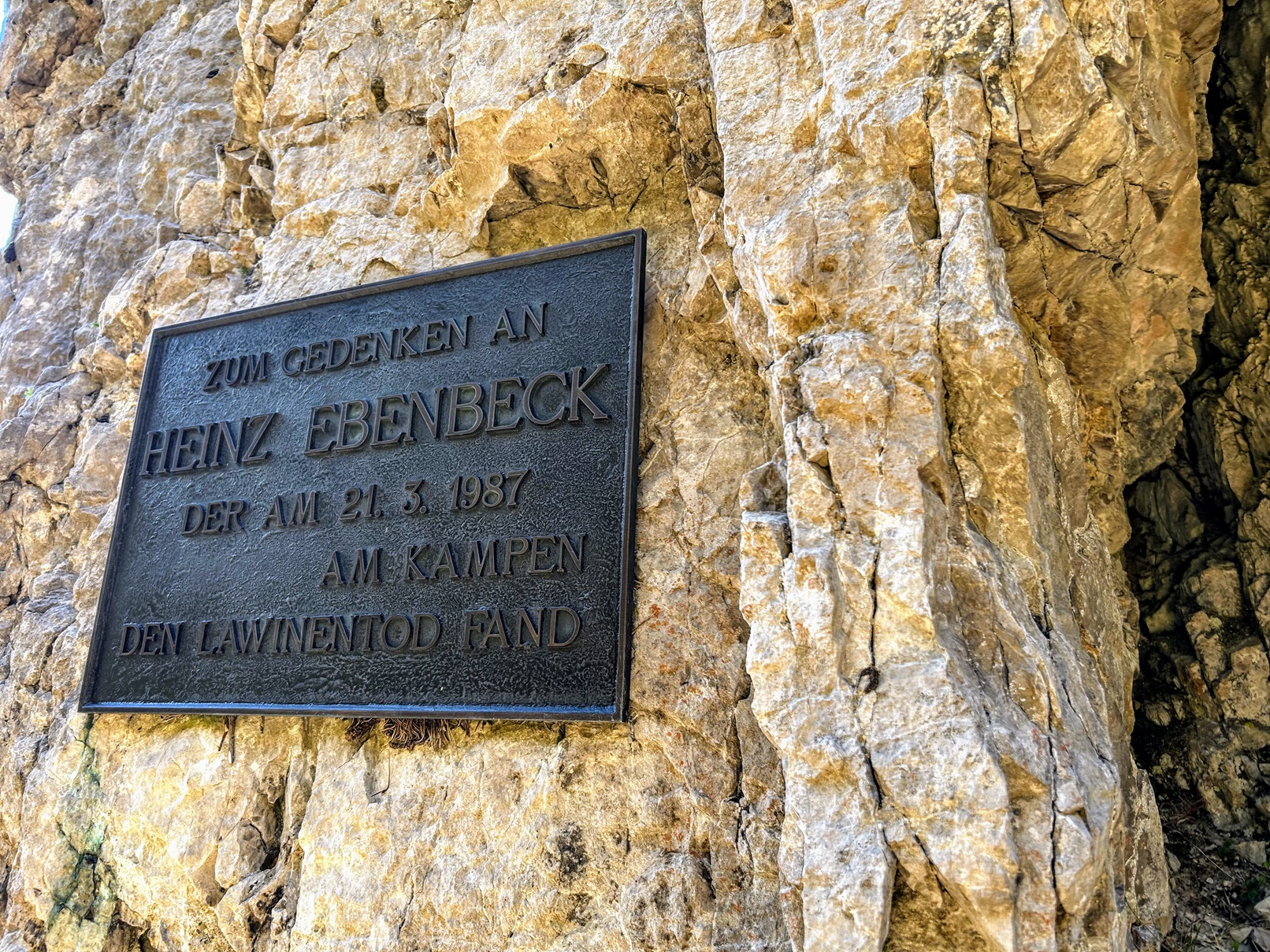
Gedenktafel an ein Lawinenopfer an einer Felsnadel in der Nordflanke des Ochsenkamp